# أقلية منظمة
الأقلية المنظمة ، الأقلية النشطة أو الأقلية الفعالة (بالإنجليزية: active minority)‏ هي عادة تنظيم سياسي، ثقافي أو إديولوجي يتموقع داخل منظومة متعددة وغنية بالاختلاف، حيث تستطيع هذه الأقلية المنظمة إستغلال الشتات القائم (عدم التوافق) بين المكونات الأخرى وتقديم نفسها كأنها أغلبية عبر التأثير الإجتماعي (مثال: تأثير الأقلية).
تحاول عادة كل أقلية منظمة أن تأخد حيزا واسعا في وسائل الإعلام لتمرير خطابها والتضييق على الآراء الأخرى لتبدو وكأنها أغلبية.
من أوجه الأقلية المنظمة هي (لا للحصر):
- اللوبيات المتواجدة في أماكن اتخاذ القرارات من برلمانات، حكومات أو منظمات دولية،
- جيوش النت، و هي مجموعة نشطة على مواقع التواصل الإجتماعية لتمجيد خطاب محدد والتضييق على أي انتقاد أو رأي مخالف للإديولوجية المدعومة،
- منظمات مدنية نشطة ذات خلفية إديلوجية محددة وغير قابلة للانفتاح على الآخر،
- أقليات دينية أو عرقية مهيمنة على الساحة العقائدية أو الإثنية بنشاطها الكثيف ومظاهرها البارزة المتعمدة،
- أقلية سياسية ذات علاقات قوية في دواليب السياسة، تُبيح لها إمكانية البقاء والانتفاع من السلطة. ما يُسمى سياسة المنتفعين.